# Хрватски ловачки асови у Другом светском рату

## Списак Хрватских ловачких асова у Другом светском рату (НДХ)
- Мато Дуковац, 44 ваздушних победа
- Цвитан Галић, 38 ваздушних победа
- Мато Цулиновић, 18 ваздушних победа
- Фрањо Џал, 16 ваздушних победа
- Људевит Бенцетић, 16 ваздушних победа
- Јосип Јелачић, 16 ваздишних победа
- Иван Јерговић, 16 ваздушних победа
- Драгутин Иванић, 16 ваздушних победа
- Сафет Бошкић, 13 ваздушних победа
- Златко Ступић, 13 ваздушних победа (12 + 1 у Краљевини Југославији)
- Живко Џал, 12 ваздушних победа
- Веца Миковић, 12 ваздушних победа
- Едуард Мартинко, 12 ваздушних победа
- Стјепан Мартинашевић, 11 ваздушних победа
- Јосип Хелебрант, 11 ваздушних победа
- Албин Старц, 11 ваздушних победа
- Томислав Каузларић, 11 ваздушних победа (10 + 1 у Краљевини Југославији)
- Владимир Ференцина, 10 ваздушних победа
- Зденко Авдић, 10 ваздушних победа
- Вилм Ацингер, 9 ваздушних победа
- Јосип Крањц, 9 ваздушних победа
- Живко Цулиновић, 8 ваздушних победа
- Божидар Бартуловић, 8 ваздушних победа
- Јуре Ласта, 8 ваздушних победа
- Јерко Бартуловић, 7 ваздушних победа
- Драгутин Газапи, 7 ваздушних победа
- Владимир Крес, 6 ваздушних победа
- Стјепан Радић, 5 ваздушних победа